# Fabrica di Roma
Fabrica di Roma is een gemeente in de Italiaanse provincie Viterbo (regio Latium) en telt 8.264 inwoners (30-06-2019). De oppervlakte bedraagt 34,7 km2, de bevolkingsdichtheid is 191,65 inwoners per km2.

## Demografie
Fabrica di Roma telt ongeveer 6205 huishoudens. Het aantal inwoners steeg in de periode 1991-2001 met 27,2% volgens cijfers uit de tienjaarlijkse volkstellingen van ISTAT.
| Jaar | Inwoneraantal |
| ---- | ------------- |
| 1991 | 5231          |
| 2001 | 6654          |

## Geografie
De gemeente ligt op ongeveer 296 m boven zeeniveau.
Fabrica di Roma grenst aan de volgende gemeenten: Carbognano, Castel Sant'Elia, Civita Castellana, Corchiano, Nepi, Vallerano, Vignanello.

## Geboren
- Mauro Politi (1944), rechtsgeleerde, diplomaat en rechter